# Marathon van Enschede 1977
De marathon van Enschede 1977 werd gelopen op zaterdag 27 augustus 1977. Het was de zestiende editie van deze marathon.
De Canadees Brian Maxwell kwam als eerste over de streep in 2:15.14.
Deze wedstrijd deed tevens dienst als Nederlands kampioenschap op de marathon. De nationale titel werd wederom gewonnen door Cor Vriend. Hij kwam als eerste Nederlander over de finish op een tiende plaats overall.
Marathonwedstrijden voor vrouwen bestonden er in die tijd nog niet.

## Uitslag
| rang   | naam                 | land | tijd    | opmerkingen |
| ------ | -------------------- | ---- | ------- | ----------- |
| Goud   | Brian Maxwell        | CAN  | 2:15.14 |             |
| Zilver | Colin Kirkham        | ENG  | 2:17.17 |             |
| Brons  | Yoshinobu Kitayama   | JPN  | 2:17.22 |             |
| 4      | David Cannon         | ENG  | 2:17.34 |             |
| 5      | Jürgen Eberding      | GER  | 2:18.27 |             |
| 6      | Keith Angus          | ENG  | 2:19.23 |             |
| 7      | Daniel Mcdaid        | IRL  | 2:20.29 |             |
| 8      | Alexander Keith      | SCO  | 2:20.44 |             |
| 9      | Ron Hill             | ENG  | 2:21.21 |             |
| 10     | Cor Vriend           | NED  | 2:21.47 | 1e NK       |
| 11     | John Vitale          | USA  | 2:22.02 |             |
| 12     | Richard Umberg       | SUI  | 2:22.19 |             |
| 13     | Martin Beek          | NED  | 2:22.24 | 2e NK       |
| 14     | Roelof Veld          | NED  | 2:22.50 | 3e NK       |
| 15     | Bengt Larsson        | DEN  | 2:23.48 |             |
| 16     | Tom Fleming          | USA  | 2:24.24 |             |
| 17     | Yasunori Watanabe    | JPN  | 2:24.25 |             |
| 18     | Gerard Staunton      | IRL  | 2:24.50 |             |
| 19     | Hans-Ingemar Jonsson | SWE  | 2:25.45 |             |
| 20     | Kjell-Åge Gottvassli | NOR  | 2:25.54 |             |
| 21     | Jaroslav Kocourek    | TCH  | 2:26.52 |             |
| 22     | Arne Mogensfeldt     | DEN  | 2:27.01 |             |
| 23     | Mario Binato         | ITA  | 2:27.14 |             |
| 24     | Gerard Mentink       | NED  | 2:27.22 | 4e NK       |
| 25     | Ko van der Weijden   | NED  | 2:27.51 | 5e NK       |

1947 ·
1949 ·
1951 ·
1953 ·
1955 ·
1957 ·
1959 ·
1961 ·
1963 ·
1965 ·
1967 ·
1969 ·
1971 ·
1973 ·
1975 ·
1977 ·
1979 ·
1981 ·
1983 ·
1985 ·
1987 ·
1989 ·
1991 ·
1992 ·
1993 ·
1994 ·
1995 ·
1996 ·
1997 ·
1998 ·
1999 ·
2000 ·
2001 ·
2002 ·
2003 ·
2004 ·
2005 ·
2006 ·
2007 ·
2008 ·
2009 ·
2010 ·
2011 ·
2012 ·
2013 ·
2014 ·
2015 ·
2016 ·
2017 ·
2018 ·
2019 ·
2020 · 2021 ·
2022 ·
2023 ·
2024 ·
2025